# مراد المبروك
مراد المبروك مواليد 19 أكتوبر 1986 في تونس، هو لاعب كرة سلة تونسي محترف. يلعب في بطولة تونس لكرة السلة للرجال. يحمل الرقم 7. يبلغ طوله 6 قدم 2 بوصة (1.9 م). مثّل منتخب بلاده. شارك في دورة الألعاب الأولمبية الصيفية سنة 2012.

## المسيرة الاحترافية
لعب مبروك مع النادي الأفريقي في بطولة تونس لكرة السلة للرجال.
ولعب أيضا مع منتخب تونس الوطني لكرة السلة وشارك في دورة الألعاب الأولمبية الصيفية عام 2012.

## روابط خارجية
- مراد المبروك على موقع الاتحاد الدولي لكرة السلة (الإنجليزية)
- مراد المبروك على موقع كرة السلة الأوروبية.كوم (الإنجليزية)
- مراد المبروك على موقع ريلجم (الإنجليزية)
- مراد المبروك على موقع بروبوليرز (الإنجليزية)
- مراد المبروك على موقع سبورتس رفرنس (الإنجليزية)
- مراد المبروك على موقع أوليمبيديا (الإنجليزية)